# Deb Obarski
Debbie Obarski (San José, California, 10 de diciembre de 1969) es una cantante estadounidense, reconocida por ser la vocalista de las bandas tributo a Ozzy Osbourne "The Little Dolls" y "Diary of a Madwoman", al igual que por su corto paso por la agrupación The Iron Maidens.

## Carrera
Deb Obarski nació y se crio en San José, California, donde comenzó a cantar en los coros de la iglesia y la escuela. A la edad de 21 años, Obarski comenzó su carrera como cantante en bandas de covers. Dos años más tarde, se mudó a Los Ángeles, donde interpretó un puñado de sus composiciones originales en pequeños escenarios. Poco después de grabar un demo de sus canciones originales, Obarski se retiró de la escena musical durante 10 años, casándose, comprando una casa y divorciándose en ese lapso de tiempo.
No mucho después de su divorcio, Obarski regresó a sus raíces musicales, cantando con una banda de covers de heavy metal a tiempo parcial antes de unirse a la banda de tributo femenina a Ozzy Osbourne "The Little Dolls" (llamada así por una canción del segundo álbum de Osbourne, Diary of a Madman) de 2006 a 2009. Como la líder de la banda, su nombre artístico fue "Blizzy Osbourne". Además, encabezó otra banda tributo a Osbourne llamada "Diary of a Madwoman" desde 2007 hasta 2009.
En julio de 2008, Obarski se unió a The Iron Maidens (tributo femenino a la banda británica Iron Maiden) para recorrer Kuwait e Irak después de que su vocalista principal Aja Kim se separó de la banda. Como músico sustituto, ella continuó su gira con The Iron Maidens en los Estados Unidos durante el resto del año.
Obarski continúa escribiendo canciones, principalmente de música cristiana contemporánea. Actualmente dirige una banda de covers llamada CoverLand (presentando miembros del tributo a Metallica "Damage Inc." y el tributo a Judas Priest "Just Like Priest"). Aparte de Ozzy Osbourne, Obarski ha citado a Pat Benatar como influencia musical.